# Dzieci swinga
Dzieci swinga (oryg. Swing Kids) – amerykański film w reżyserii Thomasa Cartera.

## Opis fabuły
Hamburg, 1939 rok. Grupa młodych chłopców: Peter, Thomas i Arvid (nazywają siebie Swing Kids) są zafascynowani amerykańskimi filmami, muzyką i stylem życia. Spotykają się nocami, aby tańczyć i słuchać muzyki. W ciągu dnia należą do Hitlerjugend. Nazistowskie władze nie tolerują obcych rozrywek i rozpoczynają serię prześladowań. Chłopcy nie rezygnują z tańca, chociaż może to się dla nich źle skończyć. 

## Obsada
- Robert Sean Leonard – Peter Müller
- Christian Bale – Thomas Berger
- Frank Whaley – Arvid
- Barbara Hershey – Frau Müller
- Kenneth Branagh – Oficer SS, Herr Knopp
- Noah Wyle – Emil Lutz
- Julia Stemberger – Frau Linge
- Tushka Bergen – Evey
- Jayce Bartok – Otto
- David Tom – Willi Müller
- Johan Leysen – Herr Schumler
- Douglas Roberts – Herr Hinz
- Martin Clunes – Bannführer
- Jessica Hynes – Helga

## Dodatkowe informacje
- Film nakręcono w Pradze (Czechy)
- W jednej ze scen widać zaparkowany samochód Vauxhall Wyvern, który został wyprodukowany po 1948, czyli po wydarzeniach z filmu